# Vilnius BASIC

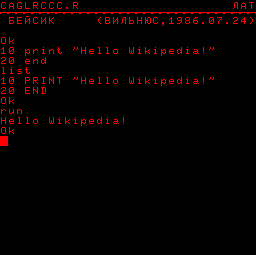
Vilnius BASIC chạy trên máy BK-0010-01

Vilnius BASIC là ngôn ngữ lập trình dựa trên BASIC chạy trên các máy tính Elektronika BK-0010-01/BK-0011M và UKNC.
Nó là một dạng nâng cao của ngôn ngữ BASIC và có chức năng là một trình biên dịch sẽ biên dịch chương trình khi có lệnh RUN. Ngôn ngữ này rất giống với MSX BASIC. Phần mềm lấy tên Vilnius, thủ đô của Litva.

## Liên kết
- HCM - The HomeComputer Museum about Vilnius BASIC.
- (tiếng Nga) Митрюхин В.К., Донской А.Н., Михайлов А.В., Немов А.М. Программирование на БК-0010-01.  (Programming for BK-0010-01).